# Medal „Za udział w walkach w obronie władzy ludowej”
Medal „Za udział w walkach w obronie władzy ludowej” pot. medal utrwalaczy – polskie odznaczenie państwowe okresu PRL, nadawany żołnierzom, milicjantom, pracownikom UB i cywilom biorącym czynny udział w walkach. Ze względu na datę ustanowienia powszechnie uważany był za medal przeznaczony jako nagroda dla tych, którzy wydatnie pomagali władzy podczas pacyfikowania społeczeństwa stanu wojennego i burzliwych wydarzeń z początku lat osiemdziesiątych.

## Historia
Medal „Za udział w walkach w obronie władzy ludowej” został ustanowiony ustawą z dnia 22 listopada 1983 roku „w uznaniu zasług żołnierzy Ludowego Wojska Polskiego, funkcjonariuszy organów bezpieczeństwa publicznego i Milicji Obywatelskiej, członków Ochotniczej Rezerwy Milicji Obywatelskiej oraz osób cywilnych, którzy w pierwszych latach po wyzwoleniu brali czynny udział w walkach z reakcyjnym podziemiem skierowanym przeciwko władzy ludowej”.
Medal noszono na lewej stronie piersi po Medalu „Za udział w wojnie obronnej 1939”.
Z dniem 23 grudnia 1992 ustawa o ustanowieniu Medalu „Za udział w walkach w obronie władzy ludowej” utraciła moc i medal ten usunięto z polskiego systemu odznaczeń.

## Zasady nadawania
Medal nadawany był wszystkim uczestnikom walk z podziemiem skierowanym przeciwko władzy ludowej, a w szczególności:
- żołnierzom Ludowego Wojska Polskiego
- funkcjonariuszom organów bezpieczeństwa publicznego (UB, MBP, itp.)
- funkcjonariuszom Milicji Obywatelskiej
- członkom Ochotniczej Rezerwy Milicji Obywatelskiej
- członkom organizacji politycznych, społecznych, zawodowych i młodzieżowych, pracownikom administracji państwowej oraz innym osobom biorącym udział w walkach w obronie władzy ludowej.

Medal był nadawany obywatelom polskim, także pośmiertnie. W szczególnych przypadkach mógł być nadawany obywatelom innych państw, którzy brali czynny udział w walkach lub wnieśli istotny wkład w obronę władzy ludowej. Medal nadawany był z okazji Święta Odrodzenia Polski.
Medal nadawała Rada Państwa na wniosek:
- Ministra Obrony Narodowej – w odniesieniu do osób pełniących czynną służbę wojskową oraz pracowników cywilnych zatrudnionych w jednostkach organizacyjnych podległych Ministrowi Obrony Narodowej;
- Ministra Spraw Wewnętrznych – w odniesieniu do funkcjonariuszy Służby Bezpieczeństwa i Milicji Obywatelskiej, osób pełniących czynną służbę wojskową w jednostkach wojskowych podległych Ministrowi Spraw Wewnętrznych, pracowników cywilnych zatrudnionych w jednostkach organizacyjnych podległych temu Ministrowi, członków Ochotniczej Rezerwy Milicji Obywatelskiej oraz emerytów i rencistów Służby Bezpieczeństwa i Milicji Obywatelskiej;
- Ministra Spraw Zagranicznych – w odniesieniu do obywateli polskich zamieszkałych za granicą oraz obywateli innych państw;
- Związku Bojowników o Wolność i Demokrację – w odniesieniu do członków tego Związku;
- Prezesa Urzędu do Spraw Kombatantów lub terenowych organów administracji państwowej stopnia wojewódzkiego – w stosunku do innych osób.

## Opis odznaki
Odznaką medalu "Za udział w walkach w obronie władzy ludowej" był krążek srebrzony, oksydowany o średnicy 38 mm. Na awersie medalu w środku znajdował się orzeł fałszywie zwany piastowskim vel kościuszkowskim (znalazł się on także na Wielkopolskim Krzyżu Powstańczym i Krzyżu Bitwy pod Lenino) na tle obusiecznego miecza skierowanego ostrzem ku dołowi, skrzyżowanego z rozwiniętą flagą państwową PRL, dwiema gałązkami oliwnymi i napisem „MANIFEST PKWN 1944”. Na środku rewersu znajdowała się tarcza, a wewnątrz niej kontury granic Polski i napis „PRL”. Wokół medalu w otoku umieszczono napis „UCZESTNIKOM WALK W OBRONIE WŁADZY LUDOWEJ”. Tarcza i miecz były w sowieckiej nomenklaturze symbolami służb bezpieczeństwa, ale mieczem odwzorowanym na medalu był piastowski Szczerbiec.
Wstążka medalu ma szerokość 38 mm i szyta była z materiału w kolorze czerwonym, z zielonymi paskami wzdłuż i biało-czerwonych krawędzi.
Medal zaprojektował Edward Gorol.

## Odznaczeni
Według Stefana Oberleitnera do końca 1989 odznaczono medalem 137 304 osoby, a według danych Biura Odznaczeń Państwowych Kancelarii Rady Państwa oraz Biura Odznaczeń Kancelarii Prezydenta RP nadano łącznie 117 824 medale